# Okres Balmazújváros
Okres Balmazújváros (maďarsky Balmazújvárosi járás) se nachází v severním Maďarsku v župě Hajdú-Bihar. Jeho správním centrem je město Balmazújváros.

## Sídla
| - Balmazújváros - Egyek - Hortobágy - Tiszacsege - Újszentmargita |